# 이애숙
이애숙(李愛淑, 영어: Cathy Anne Lee 캐시 앤 리[*], 1959년 3월 14일 ~ )은 대한민국 보컬 음악 그룹 코리아나 前 구성원(코리아나 리드 싱어 활동)이다.
스위스 인문예술과학 전문 아카데미를 나온 그녀는 서울에서 출생하였고 지난날 한때 경상남도 부산에서 잠시 유아기를 보낸 적이 있으며 그 후 서울에서 성장한 그녀는 20대 시절을 전후하여 캐럴 킹, 빌 위더스, 그레이스 슬릭 등의 음악 작품을 즐겨 부른 그녀는 1988년 서울 올림픽 개막식에서 공식 주제가 '손에 손잡고(hand in hand)'를 불렀다.

## 주요 활동 내역
- 1963~1967 일본 NHK 초청으로 공연활동
- 1967 미8군 전속가수
- 1968 서울특별시 시민회관에서 귀국공연 및 사랑만리,노래만리 영화출연
- 1968~1972 동남아 진출(태국, 싱가폴, 홍콩, 필리핀, 대만 등)
- 1973 중동진출(카이로, 테헤란, 오만, 베이루트)
- 1974 프랑스 진출(세계적인 프로모터 '버날드 힐라'에 픽업)
- 1977 폴리돌 레코드의 프로듀서 "빅터 펠리"에게 발탁. 그룹명 [아리랑 싱어즈]
- 1977 그룹 'cathy &coins' ARD-TV 콘테스트 그랑프리 1위. 그후 80년도 코리아나 join.
- 1978 최초의 싱글 I love Rock & Roll music rhk Song of arirang 발표(폴리돌 레코드사)
- 1988 서울올림픽 주제곡 Hand in Hand 영어 ver. (손에손잡고, 홍화자)
- 1995 SBS 시트콤 《LA아리랑》 객원제작자문 (1995년 7월 ~ 1995년 12월)
- 1996 서울예술전문대학 실용음악학과 겸임교수 (1996년 2월 ~ 1996년 8월)
- 2004 ABN 아름방송 토크쇼 프로그램 《쇼! 가요토크》 첫번째 이야기 손님 출연 (2004년 8월 30일)
- 2008 KBS1 TV '베이징 올림픽 선수단 환영 국민 대축제'에서 The Victory로 출연.
- 2008 88서울올림픽 20주년 기념행사 축하콘서트 1부 '꿈꾸는 서울' 공연.
- 2011 찬양 앨범 '주의 손이' 발매.

## 학력
- 1969년 서울리라국민학교(前) → 1972년 인천박문국민학교 졸업
- 1973년 미국 하와이 주 킬라우에아 스쿨(前) → 1974년 서독 뮌헨 국제 학교(前) → 1978년 미국 캘리포니아 주 로스 앤젤레스 존 마셜 고등학교 졸업
- 1980년 스위스 인문예술과학 전문 아카데미 전문학사

## 음악 작품

### 앨범

#### 코리아나주요 관련 앨범
- 1988 88서울올림픽 주제가 '손에 손잡고'
- 1993 EXPO 주제가 '그날은' 정규앨범 발표
- 1996 2002 월드컵 홍보 주제곡 발표 'We are one'

## 수상 경력
- 1976 독일 ARD 탈렌트 쉬펜 방송에서 그랑프리 1위 수상
- 1990 대한민국 국민포장[1]
- 1994 서울가요대상 특별상 수상
- 1995 국민훈장 옥관장[2]

## 이외 경력 사항
- 1993년 EXPO 주제가 발표 및 홍보대사 위촉
- 1998년 웰컴코리아 홍보대사 위촉
- 2003년 전국 장애인 홍보대사 위촉
- 2006년 세계태권도연맹(WTF) 홍보대사
- 2007년 중공 베이징 2008 올림픽 홍보대사
- 2007년 남아공 2010 월드컵 홍보대사
- 2012년 평창 2018 동계올림픽 홍보대사
- 2013년 브라질 리우 2016 올림픽 홍보대사